# روبرت إتش وارن
روبرت إتش وارن (بالإنجليزية: Robert H. Warren)‏ هو ضابط أمريكي، ولد في 30 يوليو 1917 في ينكتون في الولايات المتحدة، وتوفي في 9 يناير 2010 في تشارلستون في الولايات المتحدة.